# Simón de Rojas Clemente y Rubio
Simón de Rojas Cosme Damián Clemente y Rubio (Titaigües, 27 de setembre de 1777 - Madrid, 27 de febrer de 1827) fou un botànic valencià.

## Biografia
Naix el 27 de setembre de 1777 al si d'una família de llauradors relativament acomodada de Titaigües, a la comarca valenciana dels Serrans. A l'edat de 10 anys ingressà al seminari de Sogorb, diòcesi a la qual pertanyia Titaigües. Després d'estudiar quatre anys d'humanitats, el van enviar a València perquè fera els estudis superiors. Allí va cursar filosofia i va obtenir el grau de mestre en arts, i després va continuar amb altres disciplines pròpies de la carrera eclesiàstica, entre les quals les seues preferides eren les llengües, sobretot la grega i l'hebrea, a més del llatí. Molt prompte va començar a donar mostres de la seua escassa vocació sacerdotal i a sentir-se més atret per les ciències de la natura i comença a recollir i classificar plantes i animals, confeccionant un interessant catàleg. Era l'època (final del segle xviii) en la qual Josep Antoni Cavanilles feia els seus viatges per l'antic Regne de València i publicava les Observaciones sobre el Reyno de Valencia (1795-1797) i la ciència botànica cobrava cada vegada més adeptes en els ambients universitaris.
El 1800, ja amb 23 anys, va marxar a Madrid (Espanya) per tal d'opositar a les càtedres de Lògica i Ètica en el Seminari de Nobles i, tot i que no les va guanyar, li van assignar diverses substitucions en el Col·legi de San Isidro; va aprofitar per a assistir com a alumne entre 1800 i 1801 a les classes d'àrab, botànica, mineralogia i química i va entrar en contacte amb alguns professors i alumnes amb els quals hauria de col·laborar, com Casimiro Gómez Ortega, botànic i primer catedràtic del Reial Jardí Botànic de Madrid en el qual Clemente treballarà durant molts anys. Altre gran amic va ser Mariano Lagasca y Segura, amb qui Clemente va començar a col·laborar ja el 1801, publicant a l'agost de 1802 una «Introducción a la criptogamia española», inclosa en el tom V dels Anales de Ciencias Naturales.
El 1802, Clemente va ser nomenat professor de la càtedra d'àrab. Allí va conèixer llavors el famós viatger i espia català Domènec Badia i Leblich, més conegut com a Alí Bei, gran amant també de la llengua àrab i de les ciències naturals, però deu anys major que Clemente, a qui va assolir entabanar per prendre part en un aventurat projecte científic (després va resultar ser d'espionatge) en el nord d'Àfrica per compte de Godoy.
El sacrifici de Simón de Rojas Clemente fou recompensat per Godoy amb una assignació de 1.500 rals mensuals durant quatre anys i l'encàrrec de fer un estudi sobre les produccions i la història natural del Regne de Granada (semblant al que Cavanilles havia fet a València), amb total independència de qualsevol altra autoritat acadèmica i administrativa. Durant gairebé dos anys (el 1805 va ser cridat per a fer-se càrrec de la biblioteca del Real jardí Botànic de Madrid), va recórrer tots els racons de l'antic Regne de Granada i de la zona de Jerez de la Frontera i Sanlúcar de Barrameda, on residia, recollint mostres de plantes silvestres i conreades, observant les pràctiques de cultiu, la naturalesa del sòl, els distints microclimes i, el que era més important, l'adequació de cada planta o cultiu al mitjà natural, així com la seua major productivitat amb vista a una agricultura científica. La major part d'aquells treballs (textos, col·leccions de plantes, etc.) van ser dipositats en el jardí Botànic de Madrid, on romanen inèdits.
Destaca també el viatge realitzat el 1804 a Sevilla, que li permeté publicar diversos articles entre 1806 i 1807 en el Semanario de Agricultura y Artes, dirigit per Francisco Cea, que formaria després l'any 1807 la seua obra Variedades de la vid común que vegetan en Andalucía. Aquest llibre va ser conseqüència d'haver conegut tres agrònoms de prestigi com eren Esteban i Claudio Boutelou i Francisco Terán, director del Jardí Botànic de la Paz de Sanlúcar de Barrameda, que el van animar a aplicar els seus grans coneixements en botànica i criptogàmia a una nova disciplina poc desenvolupada fins llavors a Espanya, com era l'ampelografia, matèria en la qual Clemente hauria de convertir-se en la màxima autoritat europea gràcies a aquest títol.
El 1807, així mateix, va haver de tornar a Sanlúcar per fer-se càrrec de la direcció del citat jardí Experimental, que Clemente va revitalitzar amb el projecte de crear un camp d'experimentació que reunís totes les varietats de vinya d'Espanya, a l'estil del que havia proposat Chaptal a França quan era ministre d'Interior.
La caiguda de Godoy i la Guerra de la Independència van trastornar tots aquests ambiciosos plans; Clemente va intentar nedar entre dues aigües, l'afrancesada i la patriota, puix el seu tarannà liberal l'aproximava al Govern de Josep I Bonaparte, però no volia passar per col·laboracionista, com va fer el seu amic Mariano Lagasca, que va rebutjar els càrrecs que Bonaparte li va oferir en el nou govern i es va allistar en l'exèrcit espanyol com a metge. Va circular lliurement per Andalusia i Madrid sense ser molestat, però el 1812 es va refugiar a Titaigües. Segons el seu primer biògraf, Miguel Colmeiro, es va dedicar allí a tasques científiques i humanitàries: va reunir dades per escriure la història civil, natural i eclesiàstica de Titaigües; va fer un plànol topogràfic del terme; va escriure la genealogia dels cognoms locals; va ensenyar a nens i adults a classificar les diferents espècies d'ocells i plantes i va crear una companyia de teatre d'aficionats en la qual ell mateix va fer papers de protagonista, com en El metge per força de Molière i en L'alcalde de Zalamea de Calderón.
Passada la contesa, va tornar a ser reclamat el 1814 per formar el plànol topogràfic i estadístic de la província de Cadis, si bé va preferir ocupar altra vegada la seua plaça de bibliotecari en el Real jardí Botànic de Madrid, al front del qual tornava a estar el seu amic Mariano Lagasca. Entre ambdós, van catalogar les col·leccions de plantes americanes formades per José Celestino Mutis a Bogotà, que van ser remeses a Madrid el 1817, encara que la seua obra més cèlebre va ser l'edició, per encàrrec de la Sociedad Económica Matritense de l'Agricultura General de Gabriel Alonso de Herrera, amb l'objectiu de recuperar la versió original de 1513 (diverses edicions posteriors el 1643, 1677 i així fins a 27, l'havien desvirtuada amb afegits sense valor), i actualitzar-la amb addicions de major rigor científic i actualitat, que van ser encarregades als mateixos Lagasca i Clemente i als especialistes Antonio Sandalio de Arias, Claudio Boutelou, el gravador Francisco de Paula Martí, etc. Clemente va redactar-ne el pròleg, les addicions a les castes de blat, al cultiu del cotó i, sobretot, a les varietats i cultiu de la vinya, la vinificació, els principals vins d'Espanya, etc. També va estudiar la carrera de farmàcia.
El 1820, Riego va assolir restablir la Constitució de Cadis i Clemente la recolzà destacant per la seua militància liberal, ja que va ser proposat per encapçalar la llista de dotze diputats que corresponien a l'antic Regne de València, cosa que va acceptar, passant després a formar part de les comissions d'Agricultura, de Salut i d'Instrucció Pública. No obstant això, només va intervenir una vegada en el Parlament per defensar la creació d'una granja experimental d'agricultura en el seu benvolgut Sanlúcar de Barrameda. Molt trencat de salut per haver passat la febre groga anys enrere, va sol·licitar llicència per restablir-se i al setembre de 1821 va marxar a Titaigües, on hauria de passar els següents cinc anys. Allí va seguir compilant dades per a la seva Història natural de Titagües i va prosseguir fent col·leccions de plantes, insectes i animals dissecats i va començar a estudiar apicultura, fent observacions en els marges d'un exemplar de l'Agricultura general de Gabriel Alonso de Herrera i en diverses quartilles que van acabar en mans de la família d'Antonio Sandalio de Arias. Va tornar a Madrid el 1826 per ordenar i concloure alguns dels seus molts treballs inacabats i sense publicar. Allí va morir el 27 de febrer de 1827.
A Simón de Rojas Clemente, es deu l'ordenació i plantació inicial de la col·lecció de varietats de la vinya en l'emparrat que envolta el Pla de la Flor. Va treballar en diverses obres d'agronomia i de botànica fins que va haver d'exiliar-se de nou a Titagües per motius polítics (era liberal) el 1823. Es conserva una estàtua seua realitzada per José Gragera Herboso en el Real jardí Botànic de Madrid.